# Caffè dell'Ussero

Le Caffè dell'Ussero est un célèbre café situé sur le Lungarno de Pise, en Toscane.

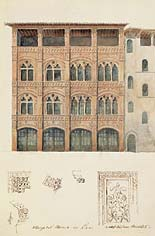
Le Palazzo Agostini et le Caffè dell'Ussero (au rez-de-chaussée) selon une aquarelle de Friedrich August Stüler - 1838

## Histoire
Son nom d'origine est incertain et controversé mais mentionné sur un plan de 1775 et dans un contrat de location en 1799 et, qui pourrait dériver du hongrois huszár (hussard), qui provient du grec chosários (corsaire).
Il est connu, aussi, au XIXe siècle sous le nom de Caffè delle Stanze et Caffè dell'Unione.
Fondé le 1er septembre 1775, au rez-de-chaussée du palais Agostini, il accueille l'Accademia Nazionale dell’Ussero.
En 1839, le caffè dell'Ussero abrite les réunions du premier Congresso Italiano degli Scienziati (Congrès italien des savants) et ses parois sont déjà couvertes de souvenirs de ses illustres habitués comme Carlo Goldoni en 1744, Giacomo Casanova en 1760, le comte Alfieri en 1785, Filippo Mazzei en 1792, Gioacchino Belli en 1829 et John Ruskin en 1840.
Réquisitionné par les forces armées américaines en 1944, l'établissement est rouvert comme café-tabac en 1945 avec le nom d'Ussirino dans des locaux adjacents donnant sur la ruelle de Tidi. En 1959, le café restauré retrouve son emplacement d'origine.

## Autres illustrations

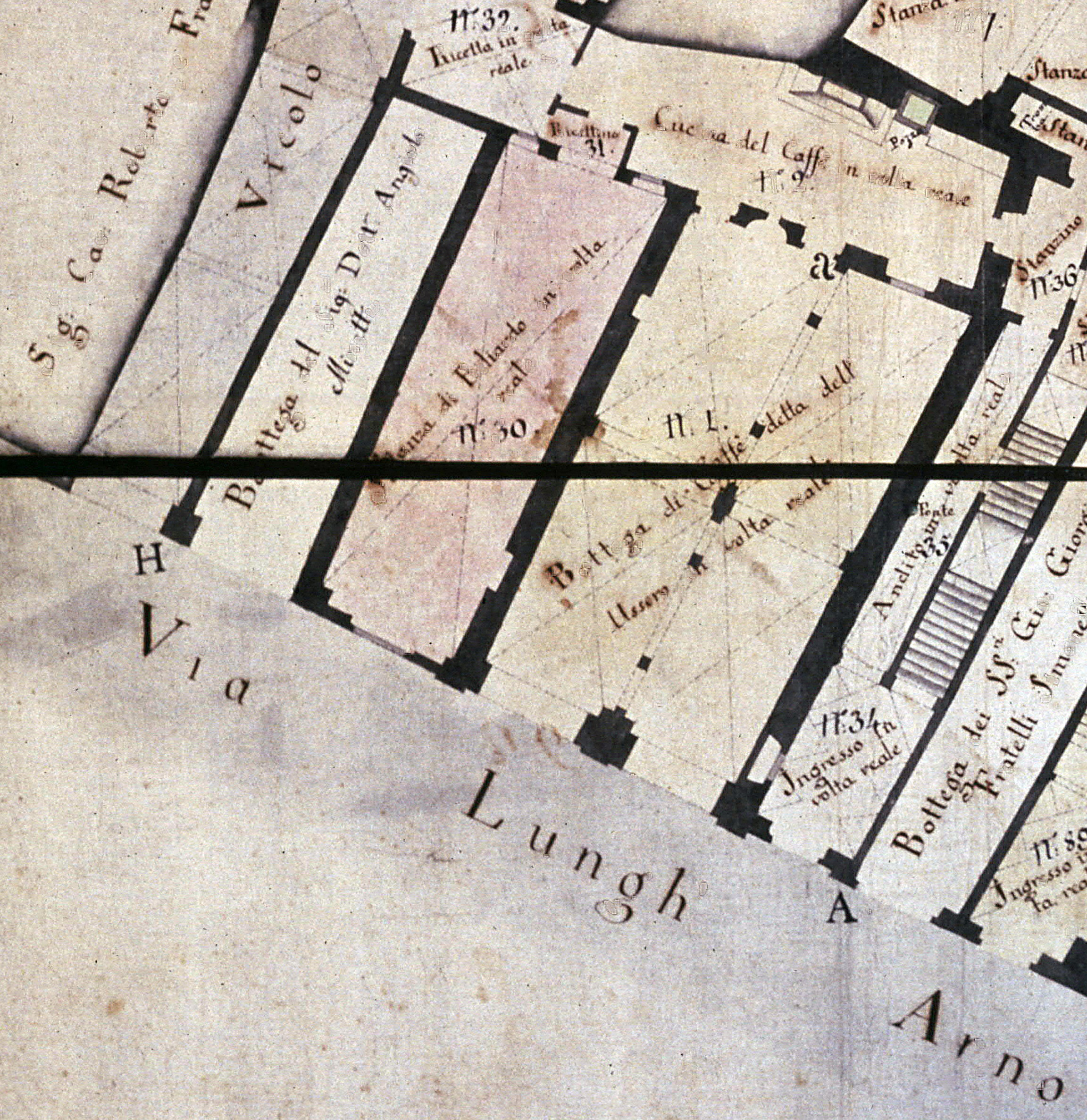
Mention du caffè sur un plan de 1775
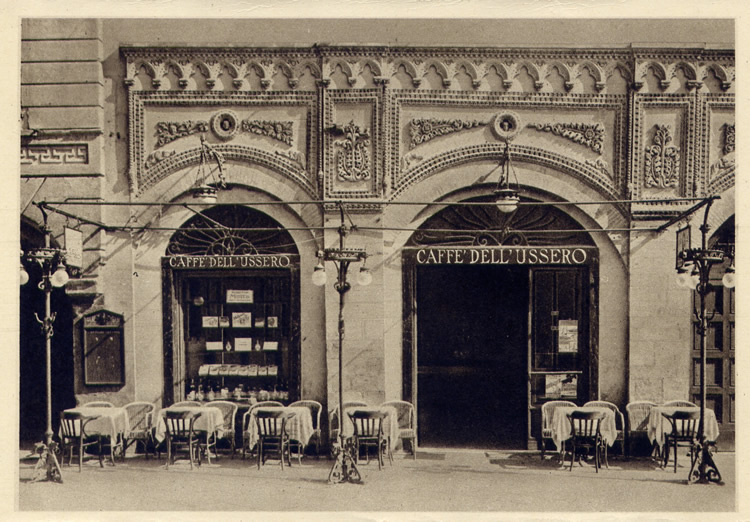
Sa façade en 1920.
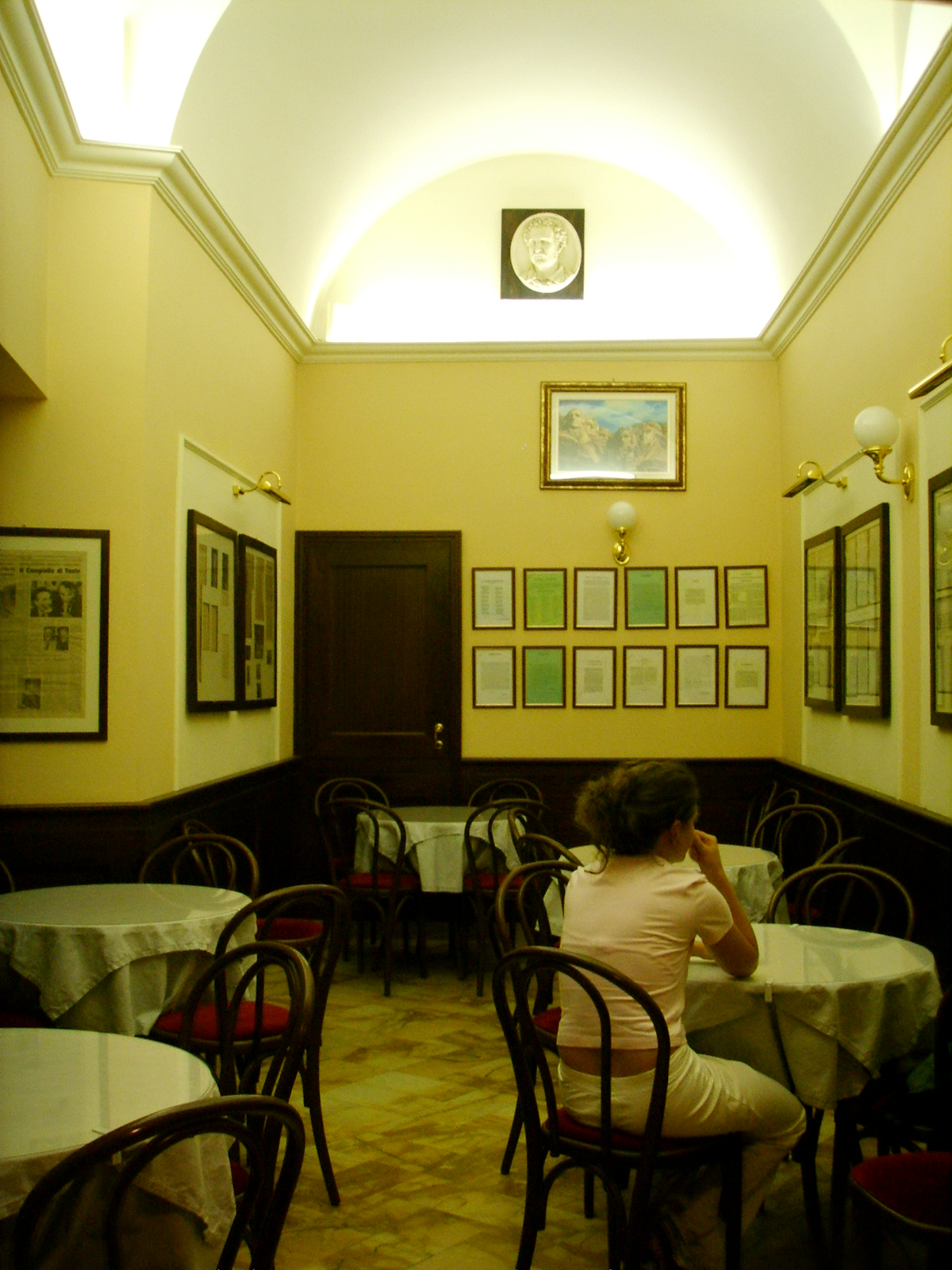
L'intérieur, aujourd'hui.